# Giuseppina Grassini
Giuseppina Maria Camilla Grassini, także Josephine (ur. 18 kwietnia 1773 w Varese, zm. 3 stycznia 1850 w Mediolanie) – włoska śpiewaczka operowa, kontralt.

## Życiorys
Uczyła się w Varese u Domenica Zucchinettiego i w Mediolanie u Antonia Secchiego, jej nauczycielem był też Girolamo Crescentini. Na scenie zadebiutowała w 1789 roku w Parmie w operze La Pastorella nobile Pietra Alessandra Guglielmiego. Występowała m.in. w Mediolanie, Vicenzy, Wenecji, Neapolu i Ferrarze. W 1800 roku występowała w mediolańskiej La Scali przed Napoleonem Bonaparte, z którym wyjechała następnie do Paryża. W 1801 roku odbyła tournée po krajach niemieckich i Niderlandach wraz z towarzyszącym jej skrzypkiem Pierre’em Rodem. W 1804, 1806 i 1813 roku śpiewała w Londynie. Po upadku Napoleona w 1815 roku wróciła do Włoch. W 1823 roku zakończyła karierę sceniczną i poświęciła się pracy pedagogicznej. Jej uczennicami były Giuditta Grisi, Giulia Grisi i Giuditta Pasta.
W jej repertuarze znajdowały się kontraltowe partie z oper m.in. Zingarellego, Cherubiniego, Wintera i Paëra.